# 龍川郡
龍川郡（リョンチョンぐん）は、朝鮮民主主義人民共和国北西部の平安北道にある郡である。
鴨緑江の河口部に位置し、龍岩浦が河港として栄えた。北中には労働者区がある。なお、韓国では頭音法則で「ヨンチョン」（용천）と発音する（「朝鮮語の南北間差異」参照）。

## 地理
鴨緑江河口の東岸にあたり、黄海に面している。龍川平野の中心。
北に新義州市、南に塩州郡、東に枇峴郡がある。河口を隔てて西には薪島郡と中国遼寧省の東港市がある。
郡の東北部に平義線龍川駅（旧楊市駅）がある。この付近が現在の行政の中心で、龍川邑と呼ばれている。龍川駅から多獅島へ向かう鉄道路線・多獅島線に沿って、中部に北中労働者区、西部に龍岩浦労働者区がある。

## 行政区画
1邑・3労働者区・19里を管轄する。
| - 龍川邑（リョンチョヌプ） - 龍巌浦労働者区（リョンアンポロドンジャグ） - 北中労働者区（プクチュンロドンジャグ） - 辰興労働者区（チヌンロドンジャグ） - 見一里（キョニルリ） - 徳昇里（トクスンニ） - 徳興里（トクンニ） - 東新里（トンシンニ） - 東下里（トンハリ） - 龍松里（リョンソンニ） - 龍淵里（リョンヨンニ） - 山斗里（サンドゥリ） | - 西北里（ソブンニ） - 西石里（ソソンニ） - 秀城里（スソンニ） - 新巌里（シナムニ） - 双龍里（サンニョンニ） - 双鶴里（サンハンニ） - 楊西里（ヤンソリ） - 五興里（オフンニ） - 仁興里（イヌンニ） - 長山里（チャンサンニ） - 鶴興里（ハクンニ） |

## 歴史
現在の龍川郡の範囲は、1952年の北朝鮮の行政区画改変によってほぼ形作られたもので、それまでは現在の塩州郡も含んでいた。また、現在の薪島郡は1988年に龍川郡から分離したものである。
1903年にはロシアが龍岩浦の軍港化を図り（龍岩浦事件）、日露戦争へつながる問題の一つとなった。日本の統治時代には、郡庁が置かれた龍岩浦、その南に工業地として造成された多獅島（現在は塩州郡に属する）が中心地であり、新義州と龍岩浦・多獅島を結ぶ多獅島鉄道沿線が工業地帯となった。1943年には東洋軽金属（後の三井軽金属）楊市工場がアルミニウム精錬を開始、終戦時の従業員数は千人を超え、生産能力は2万トンであった。

### 年表
この節の出典
- 高麗 - 安興郡が設置される。
- 1014年 - 龍州が設置される。
- 1413年 - 龍川郡が設置される。
- 1895年5月 - 義州府に属する（二十三府制）。
- 1896年 - 平安北道に属する（十三道制）。
  - 義州郡の一部(光化面・楊上面・楊下面・楊西面・弥羅面)を編入。
- 1903年 - 龍岩浦事件。
- 1910年10月1日 - 龍川府が龍川郡に改められる[3]。
- 1914年4月1日 - 郡面併合により、平安北道龍川郡に以下の面が成立。(12面)
  - 府内面・府羅面・北中面・内中面・外上面・外下面・邑東面・東下面・楊光面・楊下面・楊西面・薪島面
- 1918年 - 府内面が龍川面に改称。(12面)
- 1928年5月 - 郡庁が龍岩浦に移る。
- 1941年4月1日 (12面)
  - 楊光面・楊下面の各一部が新義州府に編入。
  - 義州郡古津面の一部が楊光面に編入。
- 1941年10月1日 - 龍川面が龍巌浦邑に昇格。(1邑11面)
- 1943年10月1日 - 楊光面の一部が義州郡枇峴面に編入。(1邑11面)
- 1945年(光復直後) (12面)
  - 龍巌浦邑が龍巌浦面に降格。
  - 邑東面が東上面に改称。
- 1952年12月 - 郡面里統廃合により、平安北道龍川郡龍巌浦面・北中面・楊下面・楊西面・東下面・薪島面および府羅面・楊光面の各一部、新義州市の一部地域をもって、龍川郡を設置。龍川郡に以下の邑・里が成立。(1邑29里)
  - 龍川邑・辰興里・徳興里・西石里・龍巌浦里・徳昇里・長山里・秀城里・双鶴里・北中里・五興里・新巌里・龍松里・楊西里・西北里・龍淵里・東新里・見一里・双龍里・東下里・仁興里・鶴興里・山斗里・薪島里・薪西里・城西里・土城里・楽元里・三龍里・倉浦里
- 1953年 (1邑29里)
  - 龍川邑の一部が新巌里・山斗里に分割編入。
  - 五興里の一部が龍川邑に編入。
  - 東新里の一部が土城里に編入。
- 1954年 (1邑1労働者区23里)
  - 徳興里の一部が龍巌浦里に編入。
  - 北中里の一部が双鶴里に編入。
  - 北中里が北中労働者区に昇格。
  - 城西里・土城里・楽元里・三龍里・倉浦里および山斗里の一部が新設の光城郡に編入。
- 1961年 - 双鶴里の一部が龍松里に編入。(1邑1労働者区23里)
- 1963年12月 (1邑3労働者区21里)
  - 薪島里および薪西里の一部が合併し、薪島労働者区が発足。
  - 龍巌浦里が龍巌浦労働者区に昇格。
- 1967年10月 (1邑3労働者区19里)
  - 薪西里・薪島労働者区および西石里の一部が新設の薪島郡に編入。
  - 辰興里が辰興労働者区に昇格。
- 1969年 - 薪島郡薪島邑・薪西里・緋緞ソム労働者区を編入。(1邑4労働者区20里)
  - 薪島邑が緋緞ソム労働者区に編入。
- 1982年 - 薪西里が黄金坪里に改称。(1邑4労働者区20里)
- 1988年7月 - 緋緞ソム労働者区・黄金坪里および西石里の一部が新設の薪島郡に編入。(1邑3労働者区19里)
- 2004年 - 龍川駅列車爆発事故。

## 交通
- 平義線
  - 龍州駅 - 龍川駅
- 多獅島線
  - 龍川駅 - 北中駅 - 龍岩浦駅

## 産業
農業、工業、水産業のどれからみても重要な町である。特に工業は解放後急速に発展した。北中で機械工業が特に盛んである。

## 教育
- 工業大学
- 共産大学

## 龍川駅列車爆発事故
2004年4月22日、龍川駅構内で硝酸アンモニウムを積んだ貨物列車が大爆発を起こした。この爆発により半径500m以内の建物が全壊した。また、駅周辺に建物が密集していたため多数の死傷者を出した。この爆発は、北京から平壌へ向けて走っていた金正日（朝鮮労働党総書記）を乗せた専用列車が通過したしばらく後に発生したことから、それを狙ったテロではないかという噂もある。現在では復興している模様で、列車から見る限り事故の痕跡は残っていない。

## 注
1. ↑  宮岡成次『三井のアルミ精錬と電力事業』カロス出版　2010年6月 53頁、58頁
2. ↑  평안북도 용천군 역사
3. ↑  明治43年10月1日朝鮮総督府令第7号による。『朝鮮総督府官報』第29号p. 14（明治43年10月1日）を参照。